# Башня Королевы

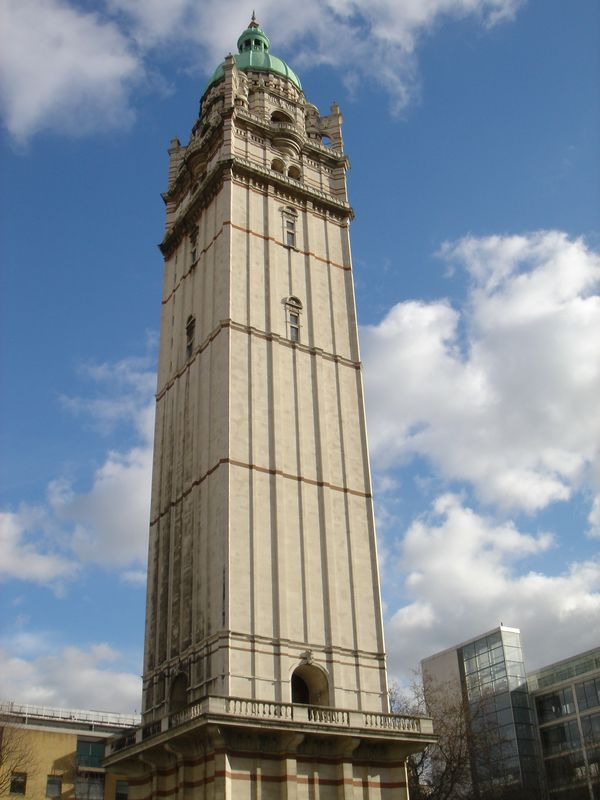
Башня Королевы

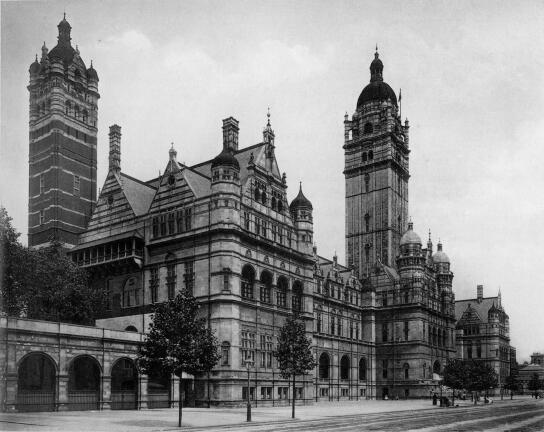
Башня Королевы в 1957 году как центральная башня Имперского института.

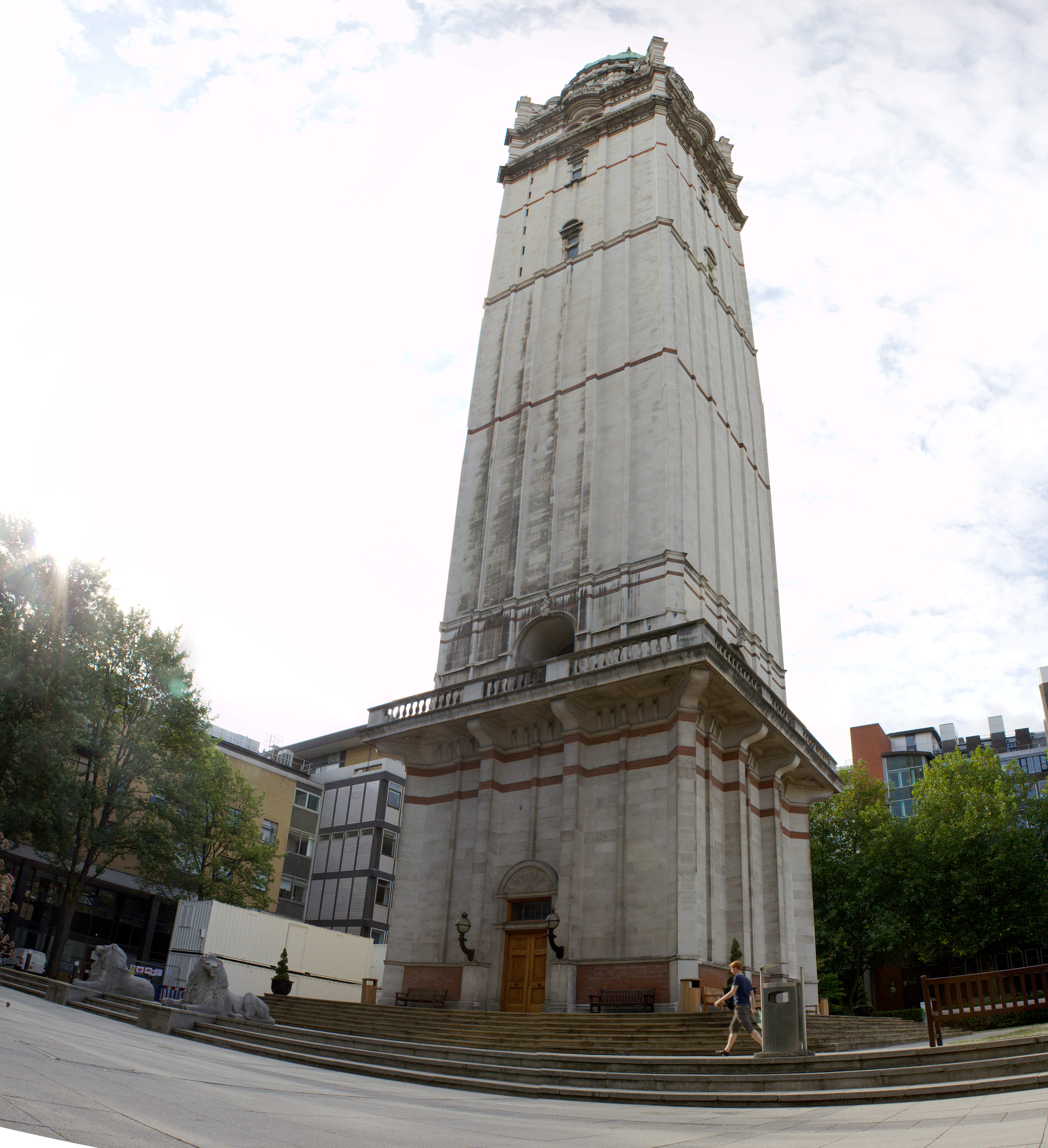
Башня Королевы со львами у основания

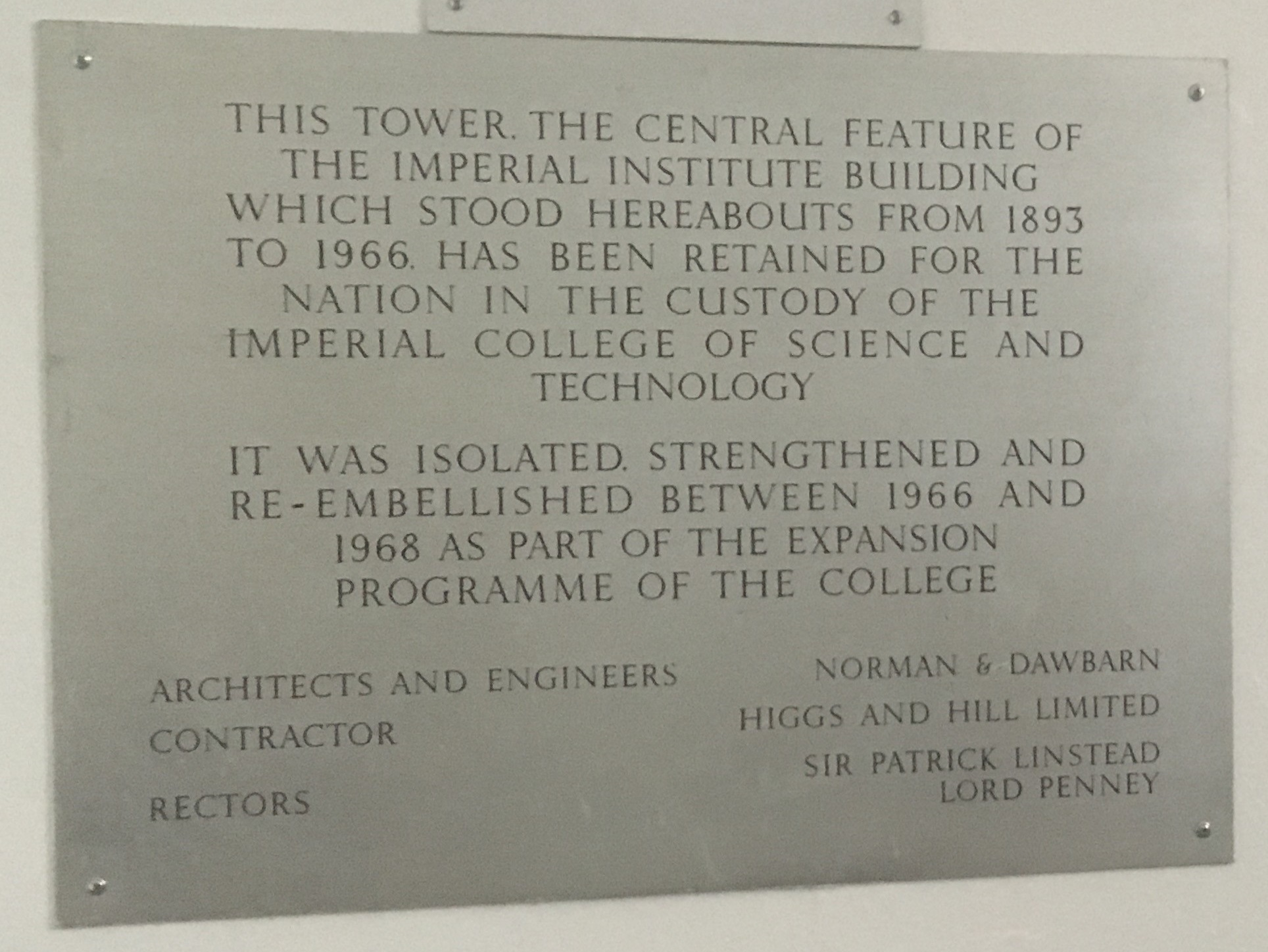
Мемориальная доска на первом этаже Башни

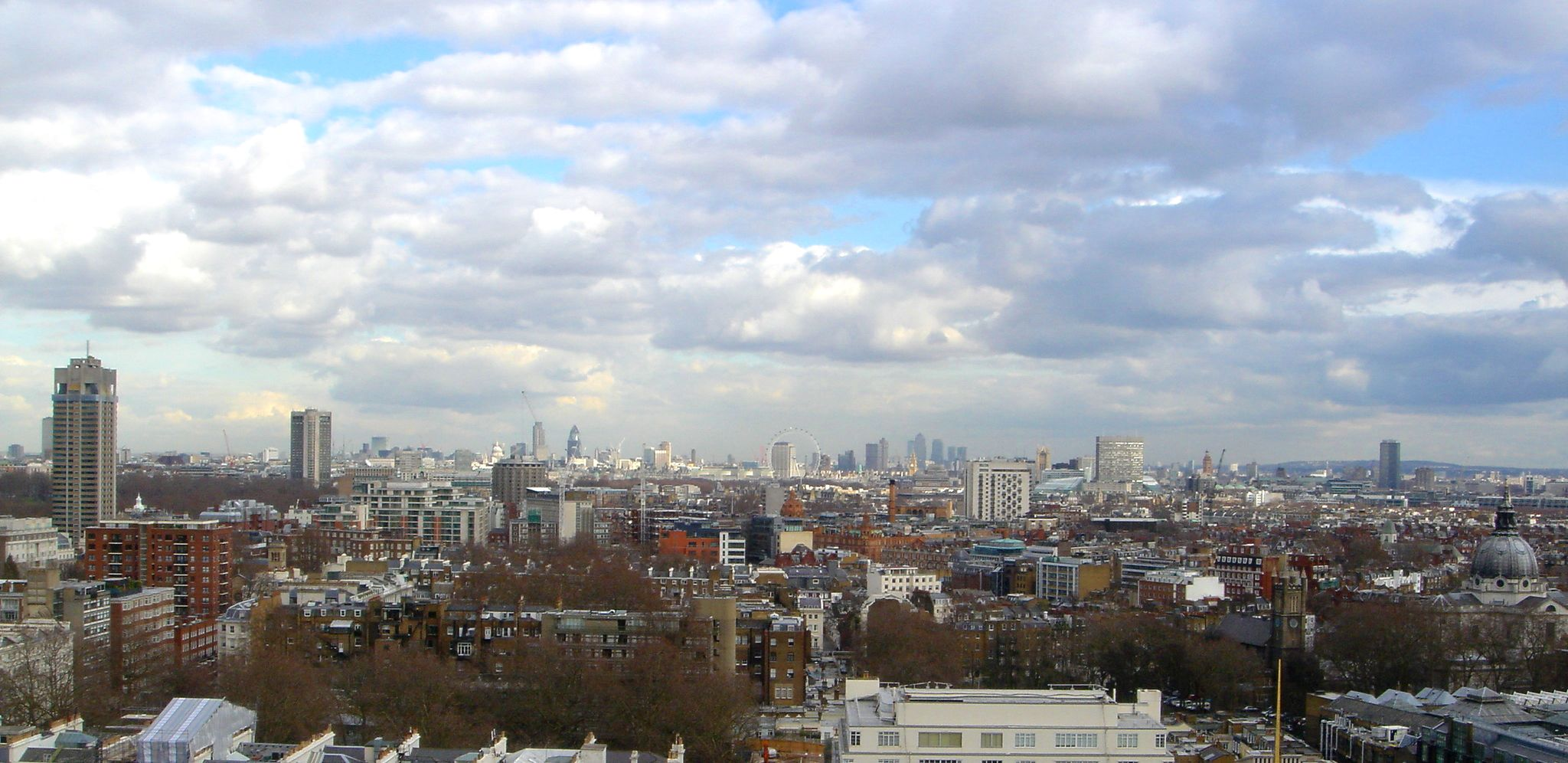
Вид с вершины Башни Королевы

Башня Королевы расположена в Южно-Кенсингтонском кампусе Имперского колледжа Лондона, Англия, к северу от Империал колледж-роуд. Её высота составляет 87 метров (287 футов), а его вершина увенчана медным куполом. Чтобы добраться до основания купола с земли пешком, нужно подняться по ряду узких винтовых лестниц, в общей сложности состоящих из 325 ступеней. Башня раньше была центральной башней Имперского института, а теперь является единственной оставшейся частью этого здания.

## История
Имперский институт был основан в 1887 году, в день Золотого юбилея королевы Виктории, а его частичный снос начался в 1957 году. В то время она была широко известна как Башня Коллкатта, в честь ее дизайнера, викторианского архитектора Томаса Эдварда Коллкатта. Сама башня была бы снесена вместе с остальной частью Института, если бы не общественная кампания, которую возглавил тогдашний поэт-лауреат Джон Бетджеман, поклонник архитектуры XIX века. Он предупредил, что вкусы в архитектуре меняются, и что разрушение этого здания (в то время, когда викторианская архитектура потеряла популярность) будет потерей.

## Реставрация
В 1966 году, когда остальная часть здания была снесена, башню отремонтировали, чтобы она могла стоять самостоятельно, что потребовало строительства нового фундамента. У подножия башни также есть два каменных льва, которые когда-то были установлены у входа в Имперский институт. Эти два каменных льва - пара из четырех, два других (которые не в таком хорошем состоянии) находятся на территории Института Содружества.

## Колокола
В центре башни, примерно на двух третях высоты, висят десять колоколов. Эти колокола, известные под общим названием Александра Пил, были подарком миссис Элизабет М. Миллар из Мельбурна, Австралия в 1892 году, и названы в честь королевы Виктории — тенорового (самого большого) колокола — принца и принцессы Уэльских ( Альберт Эдвард и Александра), двое других детей королевы Виктории (Альфред и Артур) и пятеро внуков Уэльса (Альберт Виктор, Джордж, Луиза, Виктория и Мод). В них звонят в дни королевских годовщин и в дни церемоний вручения дипломов Имперского колледжа.

## Смотровая площадка
Самая высокая смотровая площадка находится под куполом на вершине здания. Пройдя через дверь, открывается уникальный вид на верхнюю часть Мемориала Альберта на вершине Королевского Альберт-Холла . Будучи одной из самых высоких башен в западной части Лондона, Королевская башня имеет непрерывный вид во всех направлениях. На самом деле было подсчитано, что при хороших условиях наблюдения самая дальняя видимая точка находится на расстоянии 20 миль. Смотровая площадка, когда-то открытая для публики, в настоящее время закрыта для посетителей.

## Имперский колледж Лондон
Сейчас башня Королевы находится в ведении Имперского колледжа Лондона.